# Altiplano Potosino
El altiplano Potosino es una de las cuatro Regiones de San Luis Potosí; se ubica en una gran parte del área geográfica conocida como El Salado, tiene una altura media aproximada de 2,000 m s. n. m.
En su extensión se localizan los municipios de:
| - Catorce - Charcas - Cedral - Guadalcazar | - Matehuala - Moctezuma - Salinas - Santo Domingo - Vanegas - Venado | - Villa de Arista - Villa de la Paz - Villa de Ramos - Villa de Hidalgo - Villa de Guadalupe |

## Vegetación
Su vegetación es de matorrales desérticos. En algunos sitios abundan las cactáceas y los bosques de yuca o palma China. En su extremo norte se localizan la lechuguilla; hacia el sur algunos mezquitales escasos y al suroeste áreas de pastizales y zacatales; en algunos sitios de la sierra de Guadalcázar, en la región de Coronados de la Sierra de Catorce y en la parte media de la Sierra de San Miguelito, al sur de la ciudad de San Luis Potosí, se localiza vegetación de pino y encino.
Por sus características geográficas y naturales, el desierto potosino cuenta con lugares muy interesantes como el enigmático y legendario Real de Minas de Nuestra Señora de la Limpia Concepción de Guadalupe de los Álamos de Real de Catorce, famoso por las riqueza de oro y plata que generó en su época de bonanza.
También cuenta con cráteres de volcanes extintos, lagunas prehistóricas y espacios de conservación de flora y fauna. 
Uno de los municipios más hermosos por su naturaleza virgen es Villa de Guadalupe, y que decir del ejido Zaragoza de Solís predilecto para deleitarse de maravillosas vistas que la madre naturaleza nos brindan, si deseas apreciar la mejor calidad de vida en su máxima expresión rural ven a visitar este sitio mágico abundante en historia y humanismo de su gente.

## Clima
Es seco, estepario con escasas lluvias. El clima es desértico en el extremo norte; sin embargo, en los sitios antes mencionados de vegetación de pino y encino el clima varía, a veces no es tan cálido, templado o frío.
- Datos: Q2835068